# Ilhas Ocidentais (Papua-Nova Guiné)

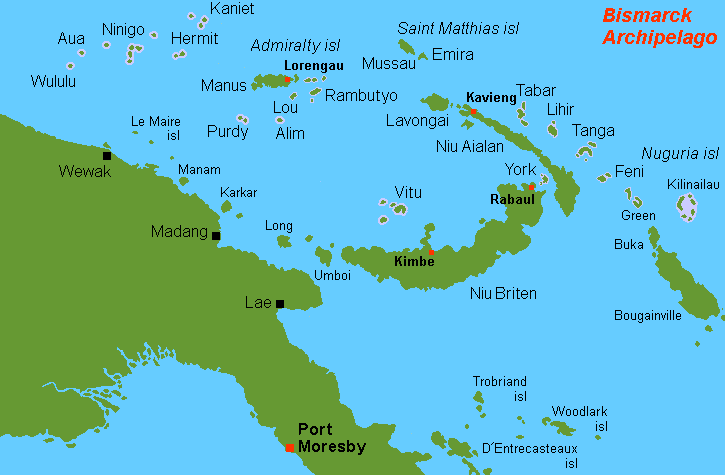
As ilhas Ocidentais estão indicadas no topo superior esquerdo

As ilhas Ocidentais são um arquipélago da Papua-Nova Guiné, parte do arquipélago de Bismarck, a nordeste da ilha da Nova Guiné.
Entre os grupos de ilhas que contém, encontram-se:
- Ilha Aua
- Ilhas Hermit
- Ilhas Kaniet (Anchorite)
- Ilha Sae
- Ilhas Ninigo
- Ilha Wuvulu